# Xylethrus anomid
Xylethrus anomid là một loài nhện trong họ Araneidae.
Loài này thuộc chi Xylethrus. Xylethrus anomid được Herbert Walter Levi miêu tả năm 1996.